# The Honeybeats
The Honeybeats è un girl group beat di composizione multinazionale ma poi italianizzato, dalla carriera fugace ed attivo nella seconda metà degli anni sessanta.
Fra le loro cover figurano anche quella del brano If You Gotta Go, Go Now di Bob Dylan (Fa come vuoi) e Dicci come finì, cover del brano delle Ikettes Peaches & Cream.

## Storia
Ricordato per la sua partecipazione al Cantagiro 1968, era composto da cinque elementi: tre chitarriste (solista, basso, ritmica), una tastierista e una batterista. I loro nomi erano Sigrid Muller, Inge Kruger e tale Jacqueline (poi sostituita da Gudrun Beusher), provenienti dalla Germania, la scozzese Daisy Winters (alle tastiere, poi sostituita dall'italiana Norma), e l'austriaca Marta Cian.
Inizialmente il gruppo si esibiva in locali del Nord Europa. Dopo essere stato notato da un talent scout è stato portato in Italia e scritturato dalla Ricordi.  Si esibirono al "Beat Show" organizzato dalla rivista Ciao Amici. Dopo la pubblicazione di un primo singolo, nel 1968 è seguito il 45 giri contenente Fai un po' quello che vuoi (cover di Words dei Bee Gees, presentata al Cantagiro), con sul lato B il brano Di più Di più Di più, versione italiana di I Love You More Than Words Can Say, di Otis Redding.
In Italia The HoneyBeats hanno partecipato anche a trasmissioni televisive e a film commedia o musicarello come Per un pugno di canzoni, Agente Joe Walker Operazione Estremo Oriente, di Gianfranco Parolini, e Come svaligiammo la Banca d'Italia, di Lucio Fulci, con Franco Franchi e Ciccio Ingrassia. Fra le partecipazioni figura anche quella alla "10 Giorni della canzone" organizzata dal periodico musicale Giovani, dove ebbero modo di esibirsi a fianco di artisti come New Dada e Antoine.
Come gruppo di origine straniera sono presenti nella compilation A Tutto Beat che riporta il meglio della produzione straniera concernente la musica beat.. Marta Cian, fondatrice del gruppo, scioltosi nel 1970, è andata a vivere a Monaco di Baviera per dedicarsi all'organizzazione di festival di musica classica.

## Discografia
- 1965 - Frag' Nicht Soviel/Vergiss Es Nie (Metronome)
- 1966 - Dicci come finì/Fà come vuoi (Dischi Ricordi - Serie Internazionale)
- 1968 - Fai un po' quello che vuoi/Di più, di più, di più (Dischi Ricordi - Serie Internazionale)